# Língua suana
A língua suana (ლუშნუ ნინ, transl. lushnu nin, em georgiano: სვანური ენა; romaniz.: svanuri ena) é falada no nordeste da Geórgia, em uma região conhecida como Suanécia, ao longo das partes superiores dos rios Inguri e Cxenis-c'q'ali  e na república autônoma da Abecásia. Com uma população de 35.000 a 40.000 falantes,  o suano é considerado uma língua ameaçada de extinção, devido à preferência de muitos jovens da região pelo aprendizado do Georgiano em detrimento do suano, especialmente nas maiores aldeias suanas e entre famílias que residem fora da Suanécia. Todos os falantes de suano são bilíngues, falando georgiano juntamente com o suano, sendo este último usado apenas como meio de comunicação familiar, enquanto o georgiano é a língua da administração e do ensino escolar em todas as áreas onde o suano é falado. É evidente a partir de fontes históricas que o impacto do georgiano perdura há séculos, com a cristianização servindo como um estímulo primário. O suano faz parte das línguas cartevélicas, um grupo que engloba diversas outras línguas faladas na região do Cáucaso.

## Etimologia
O suano possui uma posição distinta dentro da família cartevélica devido à sua separação precoce (antes de 1930), caracterizando-se pela preservação de elementos arcaicos e pelo desenvolvimento de inovações influenciadas por idiomas estrangeiros. O termo "suano" significa "um dos povos cartevelianos ou georgianos do Cáucaso que habitam a parte superior do rio Inguri". Em suano "lushnu nin" significa "língua" ou "fala". O vocabulário suano carrega vestígios de longas relações culturais com seus vizinhos através do Cáucaso, em particular os falantes das línguas do noroeste caucasiano. Embora a língua do nordeste caucasiano não faça fronteira com o suano atualmente, é possível que tenha feito em algum momento. Certamente, a comunidade linguística suana se estendeu mais para o leste em tempos passados. Sabe-se pouco sobre a origem do suano (termo exônimo) e do "lushnu nin" (termo endônimo), já que a origem exata desses termos não é bem documentada. Existem muitas teorias, mais nenhuma delas é confirmada.

## Distribuição

### Distribuição geográfica
O suano é a língua materna de cerca de 30 000 suanos, uma subdivisão étnica do povo georgiano que habita as montanhas do Suânia, ao longo dos rios Inguri, Tskhenistskali e Kodori. A língua suana, é falada nos altos vales ao sul do Monte Elbrus, no Cáucaso, e na região da Suanécia, localizada no noroeste da Geórgia. Amplamente dispersa pela região, essa língua é predominante em várias aldeias, notavelmente em Mestia, Ushguli, Lentekhi e Latali, que se encontram em vales montanhosos remotos. Esses vilarejos, aninhados nas montanhas, desempenham um papel crucial na preservação tanto da língua quanto da cultura tradicional suana. Embora haja presença de falantes de suano em outras partes da Geórgia, especialmente em centros urbanos como Tiblíssi, onde a migração resultou na dispersão da população suana, a maioria desses falantes ainda reside na Suanécia, onde a língua é parte integrante da vida cotidiana há séculos. Alguns falantes do suano vivem na república autónoma da Abecásia; embora as condições atuais do país impeçam que o seu número seja estimado com precisão, acredita-se que sejam cerca de 2 500 pessoas.

Distribuição das línguas cartevélicas na Geórgia

O idioma é utilizado apenas para a comunicação social de caráter informal e familiar. Não existe língua escrita ou status oficial; a maioria dos falantes também fala o georgiano, idioma oficial do país, e o usam como língua literária e de negócios. Não existe ensino oficial no suano, e o número de falantes está declinando devido à dispersão da população suana diante de crescentes dificuldades econômicas. O idioma é tido como ameaçado, já que sua fluência é limitada entre os jovens que o falam.

### Dialetos
A língua suana exibe várias variações dialetais e subdialetais, cada uma com suas características distintivas. Estes incluem:
1. Dialeto Alto Bal (cerca de 15.000 falantes): falado em uma sucessão de comunidades, de Latal a Ushgul, ao longo do alto Inguri e seus rios adjacentes. Esta região, conhecida anteriormente como "Suanécia Livre", foi a única parte da Suanécia não sujeita a dominação feudal entre os séculos XVI e XIX (Ushgul, Kala, Ipar, Mulakh, Mestia, Lenzer, Latal).[1][12]
2. Dialeto Baixo Bal (cerca de 12.000 falantes): falado ao longo do vale do Inguri, de Qaysd a Becho, e em comunidades mais recentemente estabelecidas no vale de Nensk'ra (Becho, Tskhumar, Etser, Par, Chubekh, Lakham).[1][12]
3. Dialeto Lentekh: falado ao longo do vale de Cxenis-c'q'ali, de Rcxmeluri à comunidade de Cholur, e nas aldeias localizadas no vale de Xeledur.[1][12]
4. Dialeto Lashkh: encontrado no vale de Cxenis-c'q'ali, rio acima de Lentekh (Kheled, Khopur, Rtskhmelur, Cholur).[1][12]

#### Particularidades
O suano manteve a consoante /qʰ/ (oclusiva aspirada surda), e as semivogais /w/ e /j/. Tem um repertório de vogais maior que o do georgiano; o dialeto do Alto Bal é a língua caucasiana meridional com o maior número de vogais, apresentando tanto as versões longas quanto as curtas de /a ɛ i ɔ u æ ø y/ mais /ə eː/, totalizando 18 vogais diferentes (o georgiano, por exemplo, possui apenas 5).
A sua morfologia é menos regular que a das suas três línguas-irmãs, e existem diferenças significantes nas declinações verbais.

## História
O suano é o mais diferenciado dos quatro idiomas caucasianos meridionais, e não é inteligível pelos falantes dos outras três (georgiano, laz, e mingrélio). Acredita-se que o suano tenha se separado dos outros idiomas do grupo no segundo milênio a.C., ou até mesmo antes, cerca de mil anos antes do georgiano se separar dos outros dois. Devido a essa divisão precoce, o suano é marcado tanto pela preservação de arcaísmos, quanto pelo desenvolvimento de inovações devido à influência estrangeira.
Embora tenham havido algumas tentativas de criar uma base para escrever o suano já no meio do século XIX (Anban 1864), o suano nunca desenvolveu um padrão escrito. O primeiro exemplar do suano falado disponível para investigação acadêmica é a gravação de um falante do dialeto Alto Bal feita por A. Dirr em 1909, preservada no Phonogrammarchiv da Academia Austríaca (Viena), que foi editada por Gippert (1986). A única publicação web do suano é a gravação em fita de um texto Lashkh preparado por Gippert em 1984.

## Fonologia

### Consoantes
|           | Bilabial | Dental  | Palatal | Velar   | Uvular | Glotal |
| --------- | -------- | ------- | ------- | ------- | ------ | ------ |
| Oclusiva  | pʰ b pʼ  | tʰ d tʼ |         | kʰ g kʼ | qʰ qʼ  | ʔ      |
| Fricativa | f v      | s z     | ʃ ʒ     | x ɣ     |        | h      |
| Africada  |          | ʦʰ ʣ ʦʼ | ʧʰ ʤ ʧʼ |         |        |        |
| Nasal     | m        | n       |         |         |        |        |
| Líquida   |          | l, r    | j       | w       |        |        |

O inventário dos fonemas consonantais dos dialetos suanos é essencialmente o mesmo que o do Georgiano Clássico. O sistema consonantal exibe as três maneiras de articulação características de todas as línguas Cartevélicas e Caucasianas: tensa (sem voz, subglotal), relaxada (com voz), ejetiva (glotal oclusiva, supraglotal, glotalizada). Esta diferenciação também se aplica aos č- africados e c-, mas não às fricativas, que carecem da série ejeta. Além disso, suano não possui /v/ como fonema distinto, mas possui o glide labiovelar /w/.

### Vogais
O suano possui um sistema vocálico relativamente simples em comparação com suas consoantes. Tipicamente, ele consiste em cinco fonemas vocálicos, embora variações dialetais possam ocorrer. Alguns dialetos apresentam vogais longas fonologicamente distintas, enquanto outros não possuem essa característica. Vogais longas fonologicamente distintas ocorrem nos dialetos Alto Bal e Lashkh, embora o número de pares mínimos distinguíveis pela duração seja surpreendentemente pequeno. Os dialetos Lentekh e Baixo Bal não possuem vogais longas. O Alto Bal tem um conjunto completo de nove vogais, bem como seus correlatos longos, totalizando 18 fonemas de vogais; O Baixo Bal e o Lentekh possuem as mesmas nove vogais sem uma distinção de duração; e o Lashkh tem seis vogais curtas e longas, totalizando 12.
|                 | Anterior        | Anterior    | Anterior    | Anterior        | Central         | Central     | Posterior   | Posterior |
| não-arredondada | não-arredondada | arredondada | arredondada | não-arredondada | não-arredondada | arredondada | arredondada |           |
| curta           | longa           | curta       | longa       | curta           | longa           | curta       | longa       |           |
| --------------- | --------------- | ----------- | ----------- | --------------- | --------------- | ----------- | ----------- | --------- |
| Fechada         | i               | iː          | y           | yː              |                 |             | u           | uː        |
| Semifechada     |                 | eː          |             |                 | ə               |             |             |           |
| Semi-aberta     | ɛ               | ɛː          | œ           | œː              | ə               |             | ɔ           | ɔː        |
| Aberta          | æ               | æː          |             |                 | a               | aː          |             |           |

As letras em negrito são a forma padrão em todos os dialetos.
1. Varia livremente entre ə e ɨ
2. Diacríticos não costumam ser grafados

### Tons
O suano é um sistema de dois tons, consistindo em tons altos e baixos. Esses tons podem ocorrer tanto em vogais quanto em consoantes, resultando em melodias tonais que contribuem para a pronúncia geral das palavras.
O tom alto é caracterizado por uma altura de tom ou intensidade mais alta na pronúncia, enquanto o tom baixo está associado a uma altura de tom ou intensidade mais baixa. Esses tons podem ocorrer independentemente ou em combinação, formando vários padrões tonais.

### Fonotática
A estrutura silábica do suano é notavelmente direta, geralmente consistindo em uma única vogal ou em uma consoante seguida por uma vogal. As sílabas podem ser classificadas como abertas, terminando em uma vogal, ou fechadas, encerrando-se em uma consoante, com uma prevalência maior das últimas.
No suano, as combinações de sons estão sujeitas a restrições fonotáticas específicas, influenciando a formação e a pronúncia das palavras. Notavelmente, a língua apresenta características distintivas, como a presença de consoantes e vogais ejetivas. Estas, articuladas com um aumento repentino da pressão de ar, exercem um impacto significativo nas restrições fonotáticas, determinando quais sequências de sons são aceitáveis ou preferenciais em contextos linguísticos específicos.

## Ortografia

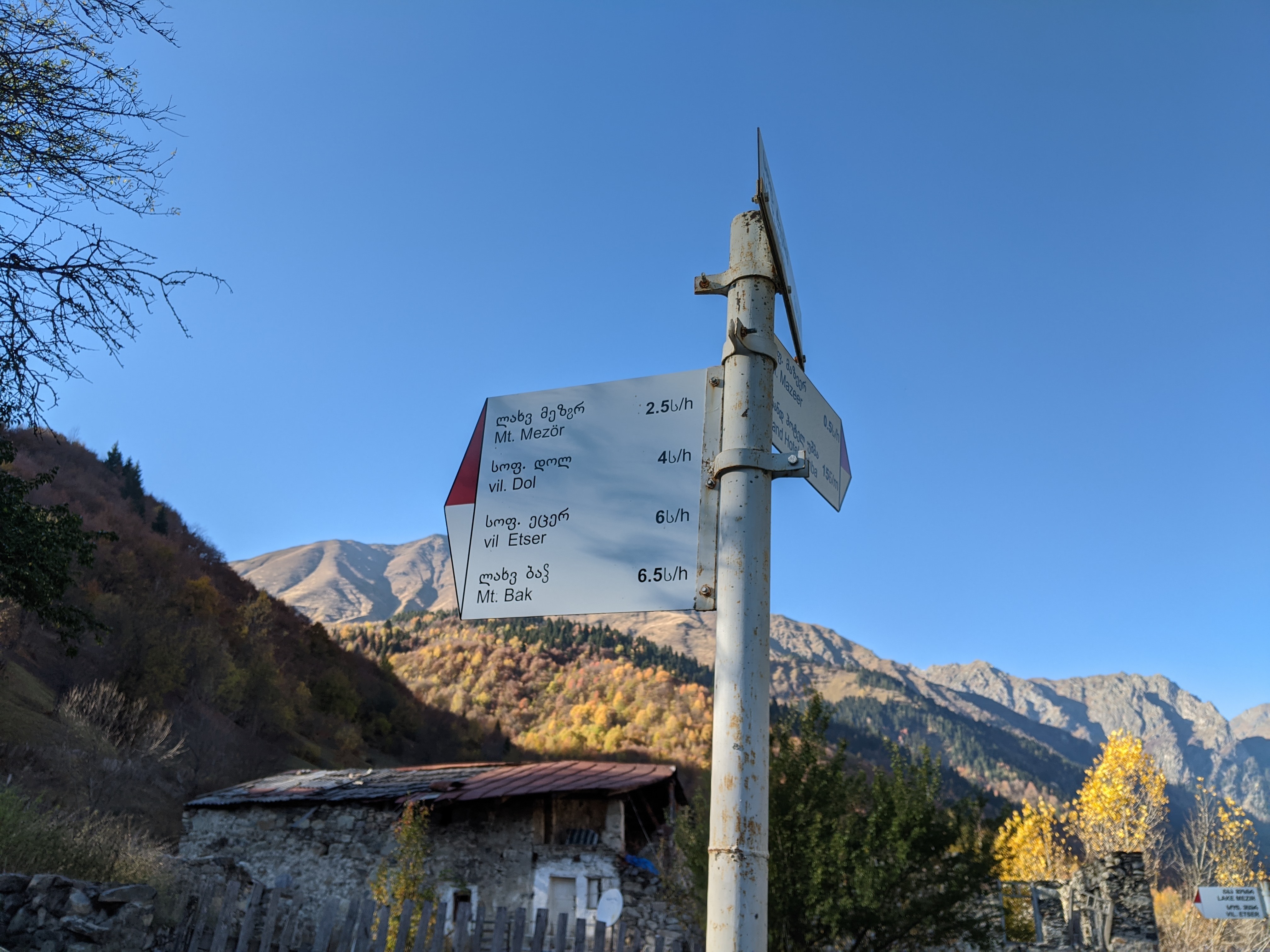
Placa na língua suana, com escrita em suano e em alfabeto latino.

O suano não possui status oficial na Geórgia e não tem uma forma escrita padronizada. Embora alguns materiais em suano tenham sido produzidos utilizando o alfabeto cirílico, a falta de um sistema de escrita padronizado e a baixa alfabetização em suano resultaram em materiais escritos relativamente escassos. A maioria das comunicações escritas na Suanécia e entre os falantes de suano é realizada em georgiano, a língua oficial da Geórgia. A língua permanece principalmente uma tradição oral, transmitida de geração em geração através da comunicação verbal. Geralmente, quando escrito, uma versão do alfabeto georgiano é utilizada, embora os alfabetos cirílico e latino também sejam ocasionalmente empregados.

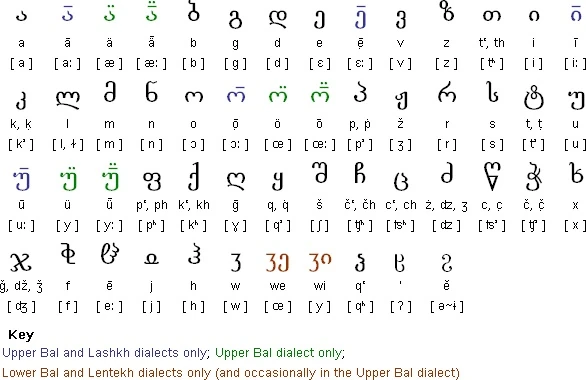
Alfabeto georgiano adaptado para o suano

## Gramática

### Particularidades da família
Como todas as línguas da família caucasiana meridional, o suano possui um grande número de consoantes. Apresenta concordância entre sujeito e objeto, e um sistema morfossintático ergativo-absolutivo. Os verbos variam de acordo com o aspecto, a evidencialidade e a "versão".

### Substantivos
Os substantivos em suano são flexionados para número e caso; não há categoria de gênero gramatical, nem mesmo para pronomes.

#### Número
O suano possui dois números, singular e plural. Na maioria dos casos, o plural é marcado por um afixo que antecede os sufixos, uma técnica de arranjo morfológico que corresponde ao tipo de flexão aglutinativa. Os substantivos em suano empregam uma variedade de "pluralizadores", nenhum dos quais é claramente cognato com o plural em Georgiano e Zan. O alomorfo mais frequentemente usado é -ær e suas variantes -ælæl-æ:r:r-æ:l,,-i:r (Lashkh: -ar/-al/-a:r/-e:l). As variantes que terminam -l são usadas com raízes contendo /r/, com alguma variação entre dialetos se a raiz contiver tanto /l/ quanto /r/ como no Alto Bal{\displaystyle {\ce {->}}}azural-ae:r e no Lashkh: zural-e:l (mulheres). Termos que possuem parentesco são pluralizados com um circunfixo la- -a, que pode ter origem participia: læ-dj-aj(mães) {\displaystyle {\ce {<-}}}di (mãe). Outros tipos de substantivos com formas especiais de plural incluem particípios agentivos me/mə- e substantivos derivados com -a:r (plural -u); substantivos de profissão mə- (plural -a, -e:r) e o plural coletivo -ra de nomes de plantas e árvores.

### Casos gramaticais
O suano possui seis casos: caso nominativo, caso dativo, caso ergativo, caso adverbial, caso instrumental e caso genitivo. Os casos são mais bem preservados no Alto Bal. A base nominal pode ser diferenciada em termos de raízes de consoantes e vogais.

#### Caso nominativo
No Suano, o caso nominativo é tipicamente usado para o sujeito de uma frase ou para identificar o agente de uma ação. O nominativo frequentemente possui um radical diferente daquele sobre o qual os casos oblíquos são formados. O que parece ser um nominativo -e ocorre esporadicamente em tais textos, especialmente no plural: gezal-e (criança); top-ar-e (rifles). Nos substantivos com o mesmo radical em todos os casos, lidamos com a generalização do radical nominativo para os casos oblíquos; originalmente radicais com vogal final, como demonstrado pelos genitivos em -æš ou -eš; ou nomes próprios, que, como no Antigo Georgiano, empregavam o radical nu em contextos nominativos e ergativos.

#### Caso dativo
Em comparação com as línguas Georgiana e Zan, onde -s é o único alomorfo do caso dativo, o suano apresenta uma variedade incomum. Os sufixos dativos do suano têm origens diferentes, embora nem todos os estudiosos concordem com qual era a função original deles. No suano, o caso dativo é usado para indicar o objeto indireto de um verbo, o destinatário de uma ação ou o beneficiário de uma ação. Muitas vezes, responde à pergunta 'para quem' ou 'em benefício de quem' algo é feito. Nas últimas décadas, o alomorfismo dativo está cedendo lugar ao sufixo -s, provavelmente incentivado pelo conhecimento agora universal do georgiano entre os suanos. Com relação à semântica, uma diferença notável entre os dativos georgianos e suano é o uso deste último em expressões locativas. Em alguns dialetos, e especialmente na linguagem arcaica da poesia ritual suana, tipos nominais tipicamente usados para denotar localização não são usados no caso dativo ou adverbial, ou até mesmo deixados sem marcação. Um fenômeno semelhante ao locativo não marcado é uma espécie de nominativo oblíquo com significado temporal. Tais expressões nominais podem ser melhor tratadas como dativos com sufixos contextualmente deletados.

#### Caso Instrumental
No suano, o caso instrumental é usado para indicar o meio ou instrumento pelo qual uma ação é realizada. Frequentemente, responde à pergunta 'com o quê' ou 'por meio de quê' algo é feito. O caso instrumental suano é considerado um composto de dois elementos, -š e -w, que podem aparecer em qualquer ordem.

#### Caso adverbial
No suano, o caso adverbial é utilizado para indicar várias circunstâncias ou relações adverbiais dentro de uma frase. Frequentemente, responde a perguntas relacionadas ao tempo, lugar ou maneira. Este caso tem aproximadamente os mesmos usos e a mesma forma que seus homólogos Georgianos e Zan, ou seja, para formar advérbios a partir de adjetivos e para formar frases nominais de circunstância, destinos e transformações.

#### Caso ergativo
No suano, o caso ergativo é principalmente utilizado para marcar o sujeito de um verbo transitivo, especialmente quando é o agente ou realizador da ação. Isso contrasta com o caso nominativo, que geralmente marca o sujeito de um verbo intransitivo.O caso ergativo suano possui dois alomorfos básicos: -em/-e:m e -d. Vestígios do que poderia ter sido um terceiro alomorfo, -n, são incorporados nos radicais de alguns pronomes. O caso ergativo suano pode ser atribuído ao único argumento de um verbo transitivo. Como no georgiano, esses verbos são aspectualmente verbos atélicos.

#### Caso genitivo
No suano, o caso genitivo é principalmente utilizado para indicar posse ou associação. Ele frequentemente responde à pergunta "de quem" ou "do que" algo é. Também pode expressar várias relações, como fonte, material ou relações de tipo partitivo. O sufixo genitivo -iš é cognato com seus homólogos Georgianos e Zan, e desempenha essencialmente as mesmas funções.

### Pronomes
Assim como nas outras línguas cartevélicas, os pronomes de 1ª e 2ª pessoas do suano não sofrem declinação; o radical básico é usado nos contextos de nominativo, ergativo e dativo: 1ª singular mi, 1ª plural næj, 2ª singular si, 2ª plural sgæj. Adicionados aos possessivos da primeira pessoa estão o que parecem ser os prefixos de concordância do objeto; o i- nos possessivos da segunda pessoa é uma vogal protética adicionada para evitar um agrupamento inicial desencorajado. Também é importante observar o elemento final -e:j, que distingue possessivos no plural dos no singular, provavelmente uma inovação suana. As formas dativas/obliquas terminam em -(w)a. Muitos pronomes da terceira pessoa têm radicais distintos para o nominativo e para o obliquo, incluindo os demonstrativos ala (esse(a)), eʓa (aquele(a)), iær (quem), mæj (o que), mæg (todo mundo) e o pronome ʓa (si mesmo). Os demonstrativos no plural são: alj-ær (esses(as)), eʓj-ær (aqueles(as)).

### Adjetivos
Adjetivos suanos em posição atributiva mostram um acordo limitado com o substantivo que modificam, distinguindo no máximo uma forma de nominativo e uma forma obliqua quando usados como cabeças de frase nominal, eles declinam como substantivos. O grau comparativo de certos adjetivos, especialmente os mais arcaicos, é formado sinteticamente, pela adição do circunflexo x-o- -a (c'ərni (vermelho) {\displaystyle {\ce {->}}} xo-c'ran-a (mais vermelho)). Os superlativos utilizam o circunfixo ma- [e:n]-e (ma-c'ran-e (o mais vermelho)); entre outros contextos, eles aparecem em justaposição ao advérbio arcaico de mæg/či- (tudo).

### Verbos
Os verbos suanos, apesar de apresentar consideráveis inovações, como realinhamento paradigmático e erosão de elementos finais, é reconhecivelmente cartevélica, assim como a organização de formas verbais em paradigmas e séries. Assim como no georgiano, os verbos suanos se dividem em dois grupos básicos: verbos da Classe A, que atribuem o caso ergativo, e verbos da Classe P, que não têm essa capacidade. Muitos transitivos da Classe A são pareados com passivos da Classe P formados a partir do mesmo radical:
| Verbos ativos de classe A (transitivos)      | Verbos passivos da classe P (intransitivos) |
| -------------------------------------------- | ------------------------------------------- |
| não apofônicos (forte e fraco)               | não apofônicos                              |
| æ-č'm-e "ele/ela corta feno"                 | i-č'm-i "[feno] é ceifado"                  |
| a-hræq'-i "ele/ela prepara vodca"            | i-hræq'-i "[vodka] é preparada"             |
| i-šx-i "ele/ela queima suas próprias coisas" | i-šx-i "coisas queimam"                     |
| apofônicos                                   | apofônicos                                  |
| pxiž-e "ele/ela espalha alguma coisa"        | pxež-n-i "algo está espalhado, disperso"    |
| kwic-e "ele/ela corta alguma coisa"          | kwec-n-i "algo está cortado"                |

## Vocabulário

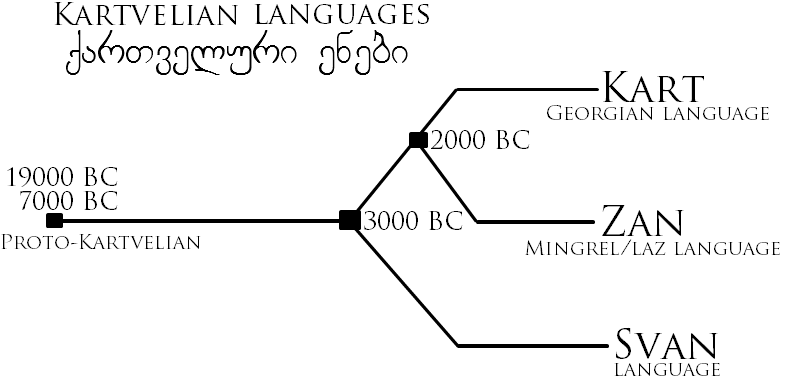
Árvore genealógica das famílias cartevélicas

### Expressões/músicas suanas
A divergência das línguas cartevélicas está fortemente ligada às disparidades na velocidade das expansões tecnológicas em relação à heterogeneidade da paisagem, bem como ao surgimento de comunidades governadas pelo estado. Atualmente, a família linguística cartevélica consiste em apenas quatro línguas existentes: georgiano, suano, mingrélio e láz, sendo o georgiano o mais amplamente falado entre elas. A maioria dos estudiosos aceita a árvore genealógica do sul do Cáucaso, na qual o suano é considerado irmão das outras três línguas. O vocabulário relacionado à criação de gado e aos termos para vinho são comuns ao suano e às outras línguas cartevélicas, enquanto os termos para o cultivo agrícola, criação de ovelhas e metalurgia, comuns às outras línguas cartevélicas, estão ausentes no suano. Tanto evidências arqueológicas quanto genéticas também sugerem que a produção mais antiga de vinho ocorreu próximo ao Sul do Cáucaso por volta de 8000 a.C. Assim, o vocabulário de vinho, criação de gado e metalurgia situa a separação entre o suano e o Proto-Georgiano-Zan no período Calcolítico (ou seja, 8000–5000 a.C.) próximo ao Sul do Cáucaso.
As canções suanas são uma parte essencial do patrimônio cultural do povo suano, refletindo sua história, tradições e vida cotidiana. Essas canções são caracterizadas pela riqueza melódica, letras poéticas e estilos vocais únicos. Elas frequentemente abordam temas como amor, natureza e vida comunitária. As canções tradicionais suanas são executadas em diversos eventos, incluindo casamentos e cerimônias religiosas, acompanhadas por instrumentos musicais tradicionais como o chuniri e o doli. Elas servem não apenas como entretenimento, mas também como meio de preservar a identidade cultural e transmitir valores através das gerações.

### Numeração
Números cardinais suanos comparados com os outros números das línguas cartevélicas:
|       | Láz                             | Mingrélio                       | Georgiano                    | Suano                           |
| ----- | ------------------------------- | ------------------------------- | ---------------------------- | ------------------------------- |
| 1     | ar(t)                           | arti                            | erti                         | ešxu                            |
| 2     | jur/cur                         | žiri/žəri                       | ori                          | yori                            |
| 3     | sum                             | sumi                            | sami                         | semi                            |
| 4     | otxo                            | otxi                            | otxi                         | oštxw                           |
| 5     | xut                             | xuti                            | xuti                         | woxušd                          |
| 6     | anşi                            | amšvi                           | ekvsi                        | usgwa                           |
| 7     | şkvit                           | škviti                          | švidi                        | išgwid                          |
| 8     | ovro                            | ruo                             | rva                          | ara                             |
| 9     | çxoro                           | čxoro                           | cxra                         | čxara                           |
| 10    | vit                             | viti                            | ati                          | ešd                             |
| 11    | vitoar                          | vitaarti                        | tertmeṭi                     | ešdešxu                         |
| 12    | vitojur                         | vitožiri                        | tormeṭi                      | ešdori                          |
| 13    | vitosum                         | vitosumi                        | cameṭi                       | ešdsemi                         |
| 14    | vitotxo                         | vitaantxi                       | totxmeṭi                     | ešdoštx                         |
| 15    | vitoxut                         | vitoxuti                        | txutmeṭi                     | ešdoxušd                        |
| 20    | eçi                             | eči                             | oci                          | yerwešd                         |
| 21    | eçidoar                         | ečdoarti                        | ocdaerti                     | yerwešdiešxu                    |
| 30    | eçidovit                        | ečdoviti                        | ocdaati                      | semešd                          |
| 40    | jurneçi                         | žaarneči                        | ormoci                       | woštxuešd                       |
| 50    | jurneçidovit                    | žaarnečdoviti                   | ormocdaati                   | woxušdešd                       |
| 60    | sumeneçi                        | sumoneči                        | samoci                       | usgwašd                         |
| 70    | sumeneçidovit                   | sumonečdoviti                   | samocdaati                   | išgvidašd                       |
| 80    | otxoneçi                        | otxoneči                        | otxmoci                      | arašd                           |
| 90    | otxoneçidovit                   | otxonečdoviti                   | otxmocdaati                  | chxarašd                        |
| 100   | oşi                             | oši                             | asi                          | ašir                            |
| 101   | oşi do ar                       | ošarti                          | aserti                       | ašir i ešxu                     |
| 102   | oşi do jur                      | ošžiri                          | asori                        | ašir i yori                     |
| 110   | oşi do vit                      | ošviti                          | asati                        | ašir i ešd                      |
| 200   | juroşi                          | žiroši                          | orasi                        | yori ašir                       |
| 500   | xutoşi                          | xutoši                          | xutasi                       | woxušd aršir                    |
| 1000  | şilya/vitoşi                    | antasi                          | atasi                        | atas                            |
| 1999  | şilya çxoroş otxoneçdovit̆oçxoro | antas čxoroš otxonečdovitočxoro | atas cxraas otxmocdacxrameṭi | atas čxara ašir chxarašd chxara |
| 2000  | jurşilya                        | žiri antasi                     | ori atasi                    | yori atas                       |
| 10000 | vit şilya                       | viti antasi                     | ati atasi                    | ešd atas                        |